# Mayte Pascual
María Teresa Pascual de la Cueva (Madrid, 1958) es una periodista, presentadora y escritora española.

## Biografía

### Formación
Es licenciada en Ciencias de la Información, rama de Periodismo, por la Facultad de Ciencias de la Información (Universidad Complutense de Madrid), con la máxima calificación. Obtuvo el premio extraordinario de Grado Superior de Bachillerato, realizó los cursos de doctorado, manteniendo siempre su vinculación académica. Desde sus años de universidad colabora en investigaciones sobre medios de comunicación.

### Trayectoria profesional
Accedió por oposición a la plantilla de RNE, donde fue responsable de la Agenda cultural del informativo España a las ocho y jefa de información de Cultura y Sociedad en Última edición. Con anterioridad había colaborado en diversos programas de Radio 3, Radio 1 y como guionista de dramáticos históricos en Radio Exterior de España.
En Televisión Española participó en el programa Tome la palabra (1981) con Alfonso Díez; colaboró en programas como Su turno (1982) con Jesús Hermida, Si yo fuera presidente (1983-1985), con Fernando García Tola, o Por la mañana (1987-1988), de nuevo junto a Jesús Hermida. Fue presentadora y subdirectora del informativo Buenos días, con Pedro Piqueras. En 1993 compartió plató con Arturo Pérez-Reverte en el programa de sucesos Código uno, que alcanzó grandes índices de audiencia. También presentó la segunda edición del Telediario.
Con el equipo de Código uno, realizó el programa La ley de la calle, programa de RNE que estuvo cinco años en antena (1989-1994) en las madrugadas de los viernes y del que fue subdirectora. Fue una experiencia inédita en la radio europea sobre la realidad de dos mundos, el de la ley y el de la delincuencia, por la que el programa obtuvo un Premio Ondas en 1993.
Durante seis años fue jefa del área de Sociedad de los Servicios Informativos de TVE, desde donde trabajó por el ascenso en los informativos de las noticias de educación, sanidad, medioambiente, consumo, tráfico, sucesos, religión, ciencia, organizaciones no gubernamentales y organismos internacionales de ayuda humanitaria. 
Fue autora del primer proyecto en Internet para RTVE. También realizó el seguimiento de los proyectos europeos de nuevas tecnologías, como el programa Galileo (2016) y elaboró crónicas en cumbres internacionales de jefes de Estado y de gobierno, tanto europeas como iberoamericanas y en reuniones internacionales sobre la sociedad de la información.
Se encargó de la elaboración del documental en el 75 aniversario de los grandes vuelos de la Aviación Española, que se emitió en La noche temática en La 2 y TVE Internacional (2001) y que obtuvo el Premio de Defensa. Especialista en nuevas tecnologías, transmitió en directo en TVE, el lanzamiento del primer minisatélite español Minisat 01 (1997) y del primer satélite Hispasat (1992), la puesta en órbita de la estación Mir (1986), la llegada a Marte de la sonda europea Mars Express (2003) y el aterrizaje del transbordador Discovery.
Diseñó y realizó series de reportajes históricos para los Telediarios de TVE, sobre la Monarquía y la Constitución españolas. Además, creó un conjunto de microespacios llamado Nuevo milenio, en el que se dieron a conocer en televisión científicos y humanistas españoles de relevancia internacional. También creó una serie original titulada Pasión por la vida, un proyecto para difundir valores positivos y ejemplos de solidaridad en los espacios informativos.
Ha sido enviada especial en numerosas ocasiones, encargándose de la cobertura para los Telediarios de TVE, de diversos acontecimientos internacionales, como las manifestaciones de los movimientos antiglobalización durante las cumbres del G8 en Génova (2001) y Ginebra, o las de la Unión Europea en Barcelona (2002), Madrid y Sevilla (2002). La conferencia de Naciones Unidas sobre la mujer en Pekín y varias ediciones de la ceremonia de entrega de los premios Príncipe de Asturias y del premio Nobel de la Paz. Ha elaborado y presentado en directo ante las cámaras programas especiales sobre el traspaso de Hong Kong a China, la cumbre de la OTAN celebrada en España en 1997, la labor humanitaria de las ONG y en abril de 2005 el programa de cinco horas de análisis documental emitido después del fallecimiento del papa Juan Pablo II.
Propuso y elaboró documentales sobre Nelson Mandela, Fidel Castro (2016) o Adolfo Suárez, que emitieron los Servicios Informativos de TVE; de aniversarios como El mundo ante nuestros ojos sobre los 50 años de TVE en 2006 o 11M diez años después en 2014; elaboró además el documental de investigación JFK enigma vivo, sobre el aniversario de la muerte del presidente de Estados Unidos, John Fitzgerald Kennedy, que fue candidato a los Premios Iris 2013 de la Academia de Televisión.
Entre 2004 y 2020 cubrió para Informe semanal, diversos acontecimientos internacionales y elaboró más de ciento cincuenta reportajes, entre otros, sobre los efectos del tsunami en Sri Lanka (2004), los atentados de Londres (2005), el asalto de los subsaharianos a las fronteras, la muerte del papa Juan Pablo II y de Yasir Arafat en 2005, el caos tras los huracanes en Nueva Orleans (2005), la rebelión de los suburbios franceses (2005), el triunfo electoral de Evo Morales (2006), (con quien realizó la primera entrevista exclusiva después de su elección); además de reportajes en profundidad sobre el aniversario de los acuerdos de paz en Irlanda del Norte, los procesos electorales en Turquía o en Polonia, la cumbre de Premios Nobel en el aniversario de la caída del muro de Berlín, y la serie de diez trabajos en profundidad sobre la crisis económica internacional de 2008; el rescate de Grecia (2010) y el de Portugal (2014), el accidente del presidente y la cúpula del estado polacos (2010), las conferencias de Naciones Unidas sobre mujeres, los encuentros "Mujeres por un mundo mejor", las relaciones diplomáticas España-Japón, el trabajo de innovadores españoles en Silicon Valley, el desarrollo del proyecto científico ITER sobre la energía de fusión y el proyecto ALMA de observación del espacio profundo en Atacama (Chile), entre otros muchos.
Actualmente, trabaja en proyectos de producción propia para TVE, trabajando desde 2020 en el programa Documentos TV. En dicho programa, estrenó el 25 de febrero de 2020, el documental titulado Fortaleza, que propone y realiza, con datos inéditos de la vida de Juan Pujol García, «Garbo», el espía que salvó a Europa. 
Entre agosto de 2018 y marzo de 2021 fue candidata en el Concurso público para la selección de los miembros del Consejo de Administración y la presidencia de RTVE, compareciendo en el Congreso de los Diputados el 26 de enero de 2021 y en el Senado, el 15 de marzo del mismo año.
Durante sus 45 años de trayectoria profesional, ha asistido a congresos y seminarios como conferenciante sobre medios de comunicación y en especial, la transformación de la televisión en las últimas décadas, el papel de las informaciones de sociedad y la violencia y los medios. Entre otros se encuentran: Centro Reina Sofía para el estudio de la violencia, el máster en Necesidades y Derechos de la Infancia de Unicef y la Universidad Autónoma de Madrid, y el seminario sobre infancia y medios de comunicación de los cursos de verano de la Universidad Complutense de Madrid.

## Libros
Ha publicado artículos que fueron portada de la revista Tiempo como Dónde están los intelectuales o Las nuevas mujeres.
- El mundo en que vivimos: conversaciones con Manuel Castells.[13] En colaboración con Manuel Castells. 3/4/2006, Alianza Editorial, ISBN 978-84-206-5196-5.
- Cultura digital y movimientos sociales.[14] Libro colectivo. Autora junto a Pilar Parra Contreras y Carmen Sancho, del capítulo Los medios de comunicación entre lo global y lo local en la era de internet en el apartado Contenidos y dispositivos de participación/regulación, págs. 175-197. 4/11/2008, Los Libros de la Catarata, ISBN 978-84-831-9397-6.

## Premios
- Premio Ondas 1993, en el apartado de Nacionales de radio, por el programa La ley de la calle de RNE.
- Premio Talento 2006 de la Academia de Televisión y de las Ciencias y Artes del Audiovisual de España, por el reportaje El mundo ante nuestros ojos emitido en Informe semanal, por los 50 años de Televisión Española.